# Liste der Highways in South Australia

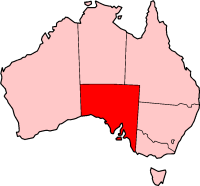
South Australia

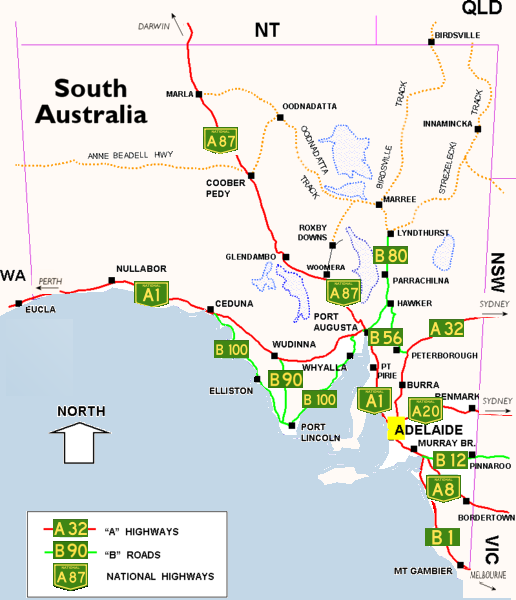
Karte der Highways in South Australia

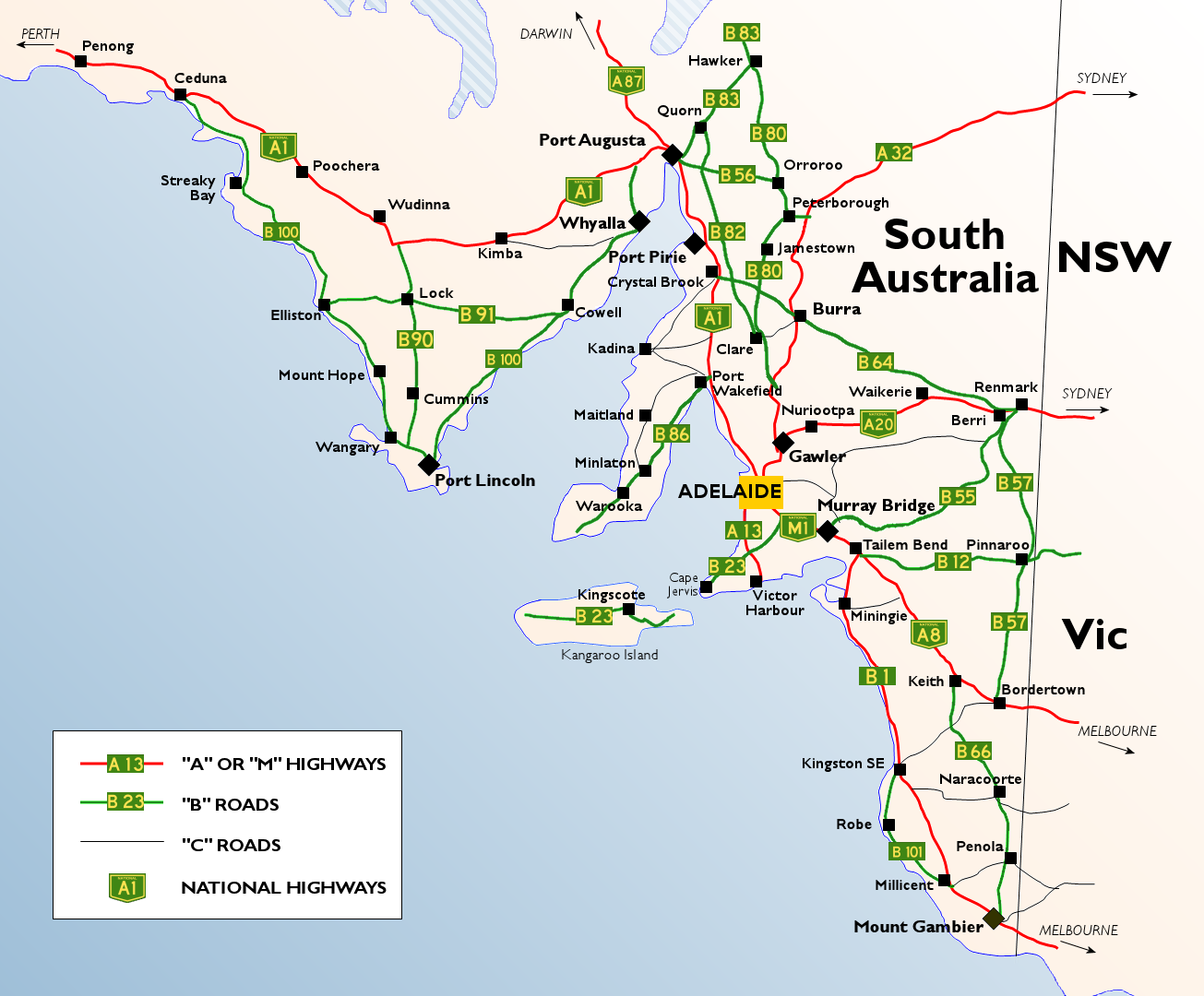
Karte der Highways im südöstlichen Teil von South Australia

Die Geographie von South Australia lässt sich in zwei Teile gliedern. Zum einen die dicht besiedelte, wasserreiche Ecke im Südosten und das aride Outback im Rest des Bundesstaats. Demzufolge befindet sich ein Großteil der Highways im dicht besiedelten Teil. Der Eyre Highway nach Perth und der Stuart Highway nach Darwin sind die einzigen Fernstraßen durch das dünn besiedelte Outback. Die übrigen Straßen sind unbefestigte Outback Tracks.

## Expressways
In South Australia beschreibt der Begriff Expressway eine mehrspurige Straße die kreuzungsfrei Ein- und Ausfahrten aufweist. Momentan gibt es drei Expressways in Adelaide:
- Southern Expressway, 21 km, seit 1997
- Port River Expressway, 5,5 km, seit 2008
- Northern Expressway, 23 km, seit 2010

## National Highways

### In den Ballungszentren
- Adelaide-Crafers Highway
- Port Wakefield Road
- - Salisbury Highway
  - South Road
- Grand Junction Road
- - Ascot Avenue
  - Hampstead Road
  - Portrush Road
- Northern Expressway

### In ländlichen Gebieten
- South Eastern Freeway
- - Eyre Highway
  - Princes Highway
- Dukes Highway
- Sturt Highway
- Stuart Highway

## State Highways

### In den Ballungszentren
- Southern Expressway
- Anzac Highway
- Port Road
- Port River Expressway
- Lower North East Road
- - Salisbury Highway
  - South Road
  - Victor Harbor Road
- Grand Junction Road

### In ländlichen Gebieten
- Princes Highway
- Princes Highway
- Mallee Highway
- - Main North Road
  - Barossa Valley Highway
- - Main South Road
  - Hog Bay Road
  - Playford Highway
- - Barrier Highway
  - Main North Road
- Riddoch Highway
- Riddoch Highway
- Tod Highway
- Birdseye Highway
- - Flinders Highway
  - Lincoln Highway
- Southern Ports Highway
- Glenelg Highway

## Hauptverbindungsstraßen
- - Glen Osmond Road
  - Main North Road
- Cross Road
- - Sir Donald Bradman Drive
  - Burbridge Road
- Port Road
- - Adelaide-Mannum Road
  - North East Road
- - South Road
  - Victor Harbor Road
- - Tapleys Hill Road
  - Brighton Road
  - Ocean Boulevard
- - Grand Junction Road
  - Victoria Road
- - Mcintyre Road
  - Kings Road
- - Main North Road
  - Gawler Bypass Road
- South Road
- - Macclesfield Road
  - Aldgate-Strathalbyn Road
- - Onkaparinga Valley Road
  - Echunga Road
  - Battunga Road
  - Brookmans Road
  - Meadows Road
- Wellington Road
- - Main North Road
  - Wilmington-Ucolta Road
- Wilmington-Ucolta Road
- Main North Road
- Wimmera Highway

## Outback Tracks
Obwohl im eigentlichen Sinne keine Highways, stellen unbefestigte Outback Tracks wichtige Verbindungen zu abgelegenen Gebieten und Ansiedlungen dar.
- Anne Beadell Highway
- Birdsville Track
- Gunbarrel Highway
- Oodnadatta Track
- Strzelecki Track
- Bore Track